# Montecristo
Montecristo, italsky Isola di Montecristo, je italský ostrov v Tyrhénském moři asi uprostřed mezi Korsikou a italskou pevninou, jižně od Elby a západně od ostrova Giglio. Je součástí Toskánských ostrovů. Jeho nejdelší rozměr činí asi 4 km.
Ostrov je opuštěný; k hlavním stopám osídlení patří ruiny kláštera z 13. století zničeného piráty roku 1553. Z nařízení italské vlády je ostrov určen pro zachování přírodního společenství. Pro přístup na něj je třeba zvláštního povolení, pravidelné lodní spojení neexistuje.

## Ostrov v literatuře
Ostrov je znám především jako dějiště románu Alexandra Dumase Hrabě Monte Cristo. Dumasův popis krajiny ostrova však neodpovídá skutečnosti. V italštině Monte Cristo znamená „Kristova hora“ což vedlo k domněnce, že Dumas si ostrov zvolil právě kvůli jeho jménu.

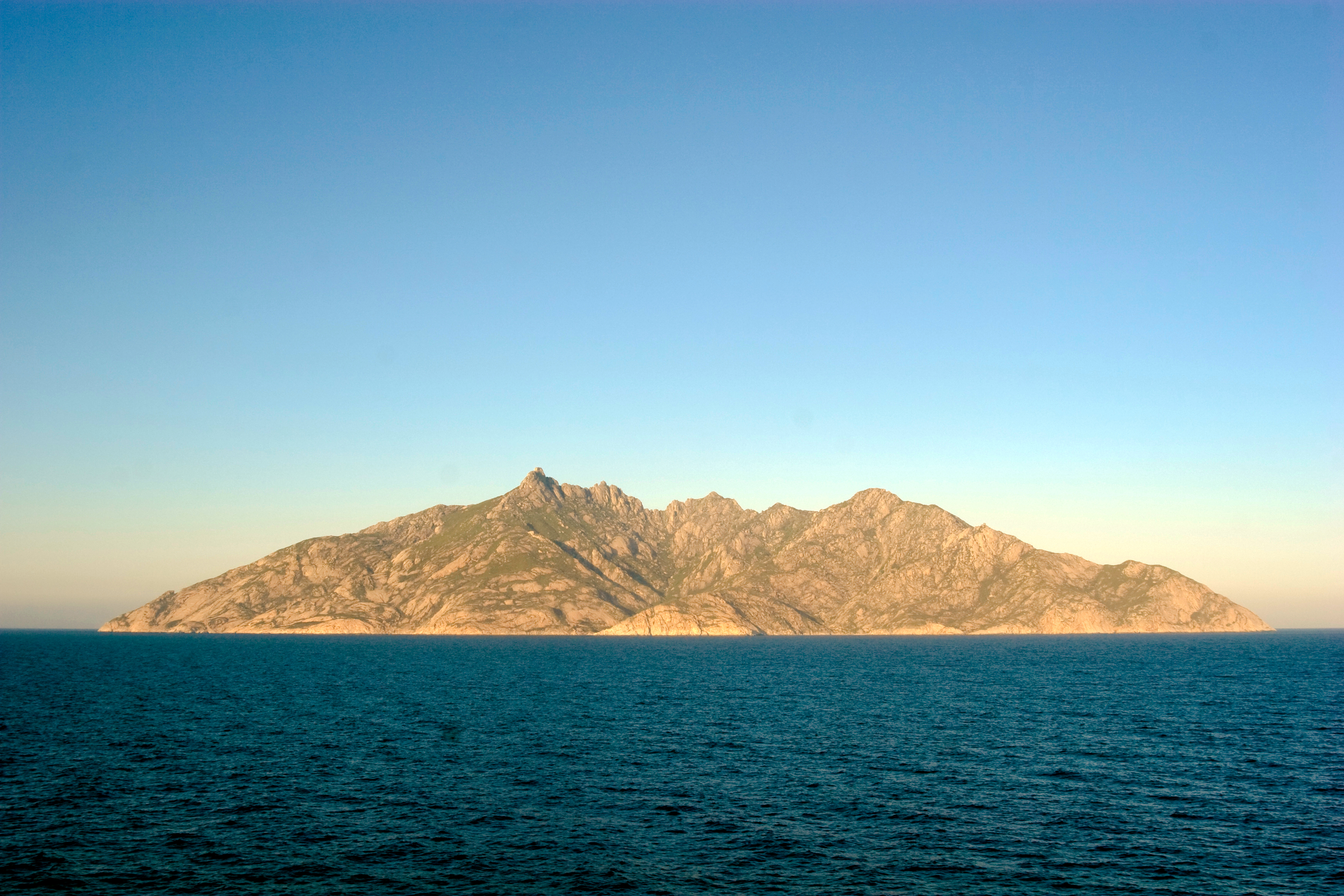
Pohled od severu
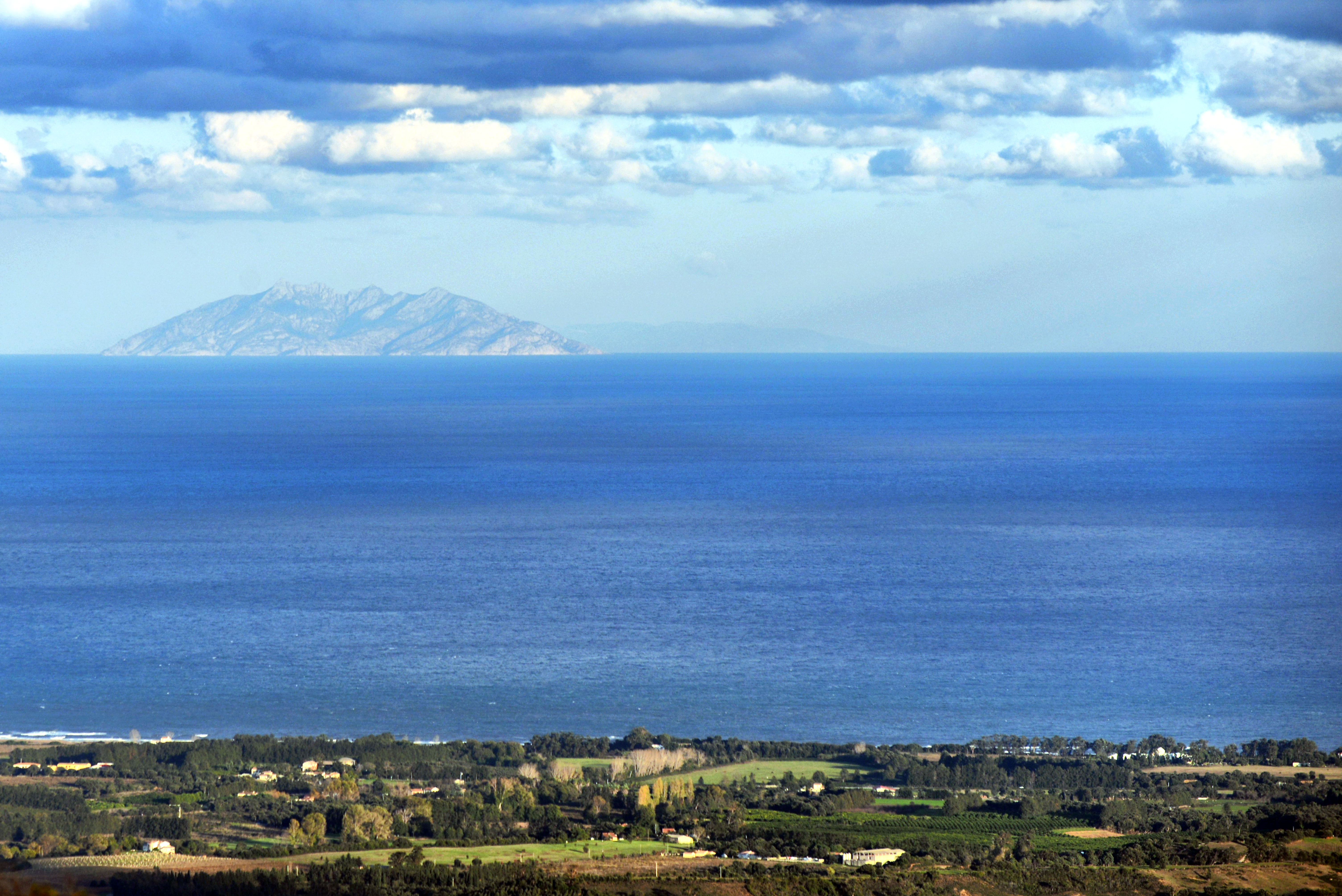
Pohled z Korsiky
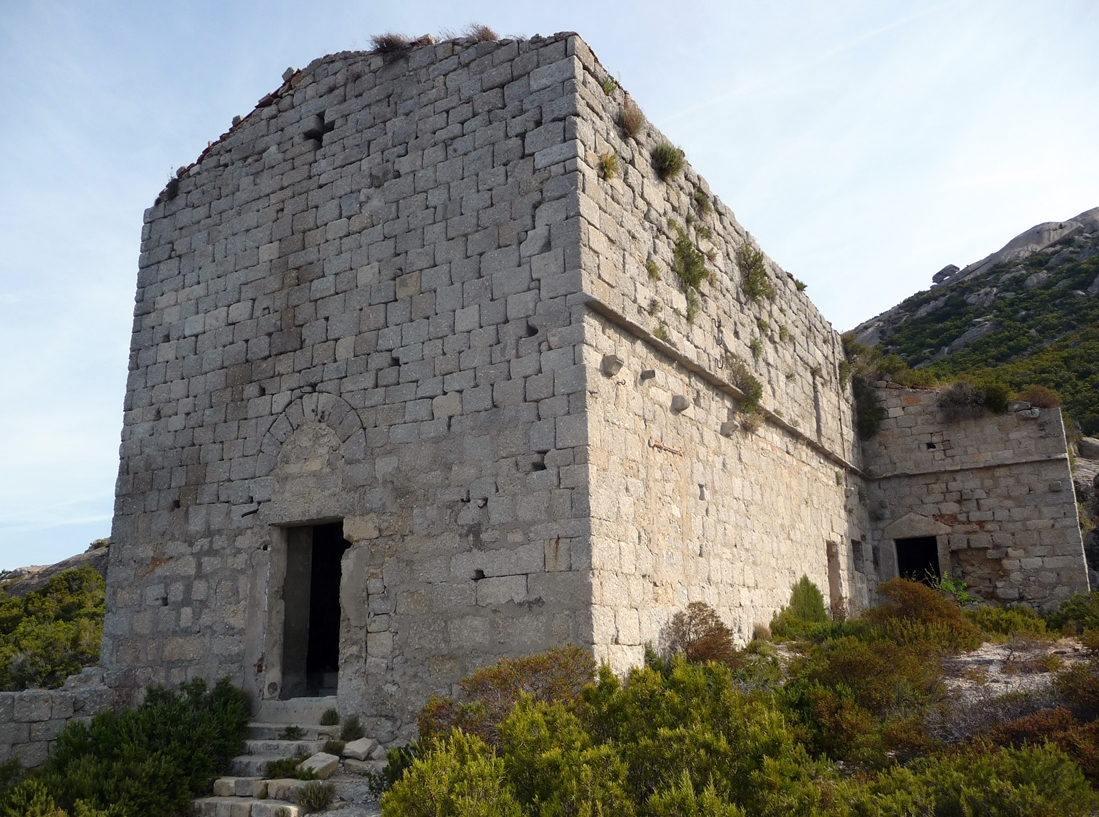
Ruiny kláštera San Mamiliano
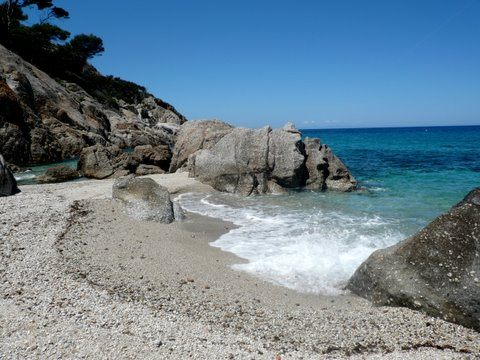
Pláž